# Noël Saint-Germain
Noël Saint-Germain, né à Lachine, le 24 décembre 1922 et décédé à Lachine le 27 juillet 1998, est un homme politique canadien. Il est le député libéral de Jacques-Cartier de 1966 à 1981 et fut associée à la Ville de Lachine toute sa vie.

## Biographie
Noël Saint-Germain étudie à l'école Provost à Lachine, au collège de Saint-Henri et à l'Université de Montréal où il fut licencié en sciences optométriques en 1948.
Il exerce sa profession à Lachine dès 1948. Il est le fondateur et président de la caisse populaire du Très-Saint-Sacrement de Lachine pendant dix ans. Il est également secrétaire de la Chambre de commerce de Lachine et commissaire d'école à Lachine de 1951 à 1954. Il devient échevin de la municipalité de Lachine du 12 juillet 1965 au 3 octobre 1966. Élu député libéral dans la circonscription provinciale de Jacques-Cartier en 1966, il sera réélu en 1970, 1973, 1976. Ne s'est pas représenté en 1981.

## Source
- Fiche du Gouvernement du Québec